# Statistica Bose-Einstein
Statistica Bose-Einstein este o teorie dezvoltată între anii 1924-1925 de către Satyendra Nath Bose (1894-1974) și Albert Einstein.
Spre deosebire de  statistica Fermi-Dirac, bosonii, particulele cu spin întreg: 0, 1, 2, 3, etc., ce se supun statisticii Bose-Einstein pot să se acumuleze în aceeași stare cuantică orice număr. De exemplu bosoni sunt o serie de pioni, fotonii (radiația electromagnetică, mesonii, gravitonii, etc.
Datorită acestui fapt este posibilă emisia coerentă a radiației laser și curgerea fără frecare a heliului suprafluid. În ultimul timp își găsește aplicații și în astrofizica găurilor negre.